# Крез
Крез (лидијски: 𐤨𐤭𐤬𐤥𐤦𐤮𐤠𐤮 Krowiśaś; фригијски: Akriaewais; антички грчки: Κροῖσος, Kroisos; лат. Croesus) је био последњи краљ античке Лидије. Рођен је око 595. п. н. е. а владао је од 560. до 546. п. н. е. Година смрти му није прецизно позната, али се традиционално узима да се ради о 546. п. н. е. Због његовог изузетно великог богатства и дан данас у великом броју језика постоји изрека „богат као Крез“.
За њега је везан велики број легенди. По једној од најпознатијих, када га је заробио персијски краљ Кир, Крез је био осуђен на смрт на ломачи. Егзекуцији је присуствовао лично Кир, желећи да види да ли ће искрснути нека од наводних Крезових моћи и спасити га смрти. Ватра је запаљена и Кир је приметио како Крез изговара реч: "Солон". Питао је Креза зашто изговара ту реч и овај му је објаснио како је Солон долазио ка њему и говорио му да се ни за кога, пре него што умре, не може рећи да је био срећан, упозоравајући га тиме на променљивост среће. Кир га је после тога поштедео и Крез му је наводно био саветник до краја живота.
Крез је био познат по свом богатству; Херодот и Паусанија су забележили да су његови дарови сачувани у Делфима. Крезов пад је имао дубок утицај на Грке, обезбеђујући фиксну тачку у њиховом календару. „Барем до петог века“, приметио је Ј. А. С. Еванс, „Крез је постао лик мита, који је стајао изван конвенционалних ограничења хронологије.“

## Име
Име Креза није посведочено у савременим натписима на лидијском језику. Д. Сасевил и К. Ојлер су 2019. објавили истраживање лидијских новчића који су очигледно ковани током његове владавине, где је име владара написано као Qλdãns.

## Живот и владавина
Крез је рођен 620. п. н. е. као син краља Алијата од Лидије и једне од његових краљица, каријске племкиње чије име још увек није познато. Крез је имао најмање једну пуну сестру, Аријену, као и полубрата по имену Панталеон, рођеног од Алијатове жене јонско грчког порекла.
За време владавине свог оца, Крез је био гувернер Адрамитијума, који је Алијат поново изградио као центар операција за војне акције против Кимеријаца, номадског народа из Понтске степе који је напао западну Азију као и Лидију током неколико инвазија, при чему су убили Алијатовог прадеду Гига, а вероватно и његовог деду Ардиса и његовог оца Садијата. Као гувернер Адрамитијума, Крез је морао свом оцу да обезбеди јонске грчке плаћенике за војни поход на Карију.

### Освајања
Када је Крезов положај краља био сигуран, он је одмах покренуо војну кампању против јонског града Ефеса. Владајућа династија Ефеса била је у пријатељским односима са Лидијом консолидованим дипломатским браковима од владавине Гига до владавине Алијата: ефески тиранин Пиндар, који је раније подржавао Панталеона у борби за наследство Лидије, био је син Алијатове ћерке, и тако је био Крезов нећак. Након што је Пиндар одбио Крезовог посланика који је захтевао да се Ефес потчини Лидији, лидијски краљ је почео да врши притисак на град и захтевао је да га Пиндар напусти и оде у изгнанство. Након што је Пиндар прихватио ове услове, Крез је припојио Ефес Лидијском царству. Након што је Ефес био под влашћу Лидије, Крез је обезбедио покровитељство за реконструкцију Артемидиног храма, коме је понудио велики број мермерних стубова као посвету богињи.
У међувремену, јонски град Милет је добровољно слао данак Лидији у замену за поштеду од лидијских напада, јер је свргавање последњих градских тиранина, Тоаса и Дамасенора, и замена тираније системом магистрата, поништили пријатељске односе које су остварили Алијат и бивши милетски тиранин Трасибул.
Крез је наставио са нападима на друге грчке градове западне обале Мале Азије све док није потчинио целу Јонију, Еолис и Дорис, али је одустао од својих планова о анексији грчких градова-држава на острвима и уместо тога је закључио уговоре пријатељства са њима, што му је могло помоћи да учествује у уносној трговини коју су егејски Грци водили са Египтом код Наукратиса.

### Други домени Лидијског царства под Крезом
Лидијци су већ освојили Фригију под влашћу Алијата, који је искористио слабљење различитих држава широм Анатолије кимеријским нападима и као и недостатак централизоване фригијске државе и традиционално пријатељске односе између лидијске и фригијске елите да проширили лидијску власт на исток до Фригије. Лидијско присуство у Фригији је археолошки потврђено постојањем лидијске цитаделе у фригијској престоници Гордиону, као и лидијским архитектонским остацима у северозападној Фригији, као што је Даскилијум, и на Фригијској висоравни у граду Мидас. Лидијске трупе су могле бити стациониране на горепоменутим локацијама, као и у Хацитугрулу, Афионкарахисару и Конији, што би Лидијском краљевству омогућило приступ производима и путевима Фригије. Присуство лидијске плоче од слоноваче у Керкенес Дагу сугерише да се Алијатова контрола Фригије можда проширила источно од реке Халис и укључила град Птерију, уз могућност да је он можда обновио овај град и тамо поставио фригијског владара. Стратешка локација Птерије била би корисна у заштити Лидијског царства од напада са истока, а њена близина Краљевском путу учинила би град важним центром од којег би се могли заштитити каравани. Фригијом под лидијском влашћу и даље су управљале њене локалне елите, као што је владар града Мидаса који је имао фригијске краљевске титуле као што су lawagetai (краљ) и wanaktei (заповедник војске), али су били под ауторитетом лидијских краљева Сарда и имао је лидијско дипломатско присуство на њиховом двору, пратећи оквире традиционалних вазалских уговора који су коришћени од периода Хетитског и Асирског царства, а према којима је лидијски краљ наметао вазалним владарима „уговор о вазализму“ који је дозвољавао локалним фригијским владарима да остану на власти, у замену за шта су фригијски вазали имали дужност да пруже војну подршку и понекад нуде богат данак Лидијском краљевству.
Ова ситуација се наставила и под Крезовом влашћу, са једним натписом који потврђује присуство Крезовог сина Атиса на двору једног локалног владара града Мидаса, који се звао Мидас. У граду Мидасу, Атис је заузимао положај свештеника свете ватре мајке богиње Аријастине, а преко њега је Крез давао покровитељство над изградњом религиозног споменика у граду који је данас познат као Мидасов споменик.
Атисово присуство на овом двору можда је инспирисало легенду коју је испричао Херодот, према којој је Крез уснео сан у којем је Атис убијен гвозденим копљем, након чега је спречио свог сина да води војне активности, али Атис је ипак пронашао смрт док је ловио дивљу свињу која је пустошила Лидију, при чему га је случајно погодило копље које је бацио фригијски принц Адраст, који се претходно протеран у Лидију пошто је случајно убио рођеног брата.
Крез је такође довео Карију, чији су различити градови-државе још од Гига били у савезу са династијом Мермнада, и одакле потиче Крезова мајка, под директну контролу Лидијског царства.
Дакле, према Херодоту, Крез је владао свим народима западно од реке Халис – Лидијцима, Фригијцима, Мизијцима, Маријандинцима, Халибама, Пафлагонима, Тинима и Битинима, Трачанима, Каријцима, Јоњанима, Дорима, Еолцима и Памфилцима. Међутим, само подаци о односима Лидијаца и Фригијаца посведочени су у литерарним и у археолошким изворима, а нема података о односима између осталих поменутих народа и лидијских краљева; штавише, с обзиром да је то била ситуација коју је Херодот детаљно описао за време Крезеове владавине, врло је вероватно да је један број ових популација већ био покорен под Алијатом. Једина популација за коју је Херодот тврдио да је независна од Лидијског царства били су Ликијци, који су живели у планинској земљи која не би била доступна лидијској војсци, и Киликијци, које је већ покорило Ново-Вавилонско царство. Савремене процене ипак сугеришу да није немогуће да су Лидијци потчинили Ликију, с обзиром да је ликијска обала била важна за Лидијце јер је била близу трговачког пута који је повезивао Егејско подручје, Левант и Кипар. Модерне студије такође сматрају сумњивим да је традиционални приказ реке Халис од стране грчко-римских историчара постављен као граница између Лидијског и Медијанског краљевства, што се чини да је била ретроактивна наративна конструкција заснована на симболичкој улози коју су Грци доделили Халису као раздвајање између Доње Азије и Горње Азије, као и Халиса у смислу касније провинцијске границе унутар Ахеменидског царства. Источна граница Крезовог краљевства би стога била даље источно од Халиса, на неодређеној тачки у источној Анадолији